# Poltergeist II – Den andra sidan
Poltergeist II – Den andra sidan är en amerikansk skräckfilm från 1986.

## Handling
Familjen Freeling flyttar till Dianes mamma Jess i Phoenix, Arizona för att komma över chocken att Carol Anne blev bortrövad av bullerandar. När Jess avlider återkommer spökena via Carol Annes leksakstelefon men även den onda prästen Henry Kane som leder en religiös sekt. Familjen får hjälp av mediet Tangina och den indianske shamanen Taylor.

## Om filmen
Filmen blev nominerad till en Oscar för bästa visuella effekter.
Dominique Dunne, som spelade storasyster Dana i Poltergeist, medverkade inte eftersom hon mördades 1982.

## Skådespelare
| Heather O'Rourke | – Carol Anne Freeling |
| Craig T. Nelson  | – Steve Freeling      |
| JoBeth Williams  | – Diane Freeling      |
| Oliver Robins    | – Robbie Freeling     |
| Zelda Rubinstein | – Tangina             |
| Will Sampson     | – Taylor              |
| Julian Beck      | – Henry Kane          |